# جائزة الكرة الذهبية 1983
جائزة الكرة الذهبية 1983، جائزة سنوية تُعطى لأفضل لاعب كرة القدم في العالم من طرف مجلة فرانس فوتبول الفرنسية، كما تقرره لجنة دولية من الصحفيين الرياضيين، وفاز بالجائزة في 1983 اللاعب الفرنسي ميشيل بلاتيني لاعب يوفنتوس.

## الترتيب
| الترتيب | اللاعب        | النادي        | الجنسية  | النقاط |
| ------- | ------------- | ------------- | -------- | ------ |
| 1       | ميشيل بلاتيني | يوفنتوس       | فرنسا    | 110    |
| 2       | كيني دالغليش  | ليفربول       | اسكتلندا | 26     |
| 3       | ألان سيمونسن  | دالاس كاوبويز | الدنمارك | 25     |